# Közigazgatási bürokráciacsökkentés Magyarországon
A közigazgatási bürokráciacsökkentés a harmadik Orbán-kormány idején elhatározott illetve végrehajtott, illetve a negyedik Orbán-kormány alatt folytatott közigazgatási reformintézkedések gyűjtőneve.
A bürokráciacsökkentés egyik legfontosabb jogszabályi bázisa a közigazgatási bürokráciacsökkentéssel összefüggő törvénymódosításokról szóló 2015. évi CLXXXVI. törvény. (Módosítja a 2016. évi CXXVII. törvény a közigazgatási bürokráciacsökkentést érintő egyes törvények módosításáról.)
Ez a törvény mintegy 110 különböző, jelentős jogszabály módosítását tartalmazza. Ezt a törvénycsomagot az Országgyűlés a Miniszterelnökséget vezető miniszter, Lázár János javaslatára fogadta el.
A Kormány 2015. december 28-án tette közzé egyes kormányrendeleteknek a közigazgatási bürokráciacsökkentéssel összefüggő módosításáról szóló 441/2015. (XII. 28.) Korm. rendeletet.
Egy évvel később adta ki a Kormány a 378/2016. (XII. 2.) Korm. rendeletet egyes központi hivatalok és költségvetési szervi formában működő minisztériumi háttérintézmények felülvizsgálatával összefüggő jogutódlásáról, valamint egyes közfeladatok átvételéről. Az intézkedések jelentős része 2017. január 1-jével lépett hatályba. Ekkor mintegy 60 háttérintézmény – jogutóddal vagy anélkül – megszűnt.
2017. decemberében fogadta el az Országgyűlés a 2017. évi CLXXXVI. törvényt a közigazgatási bürokráciacsökkentéssel és az egyes hatósági eljárások egyszerűsítésével összefüggő törvények módosításáról.
2018. október 29-én jelent meg a Magyar Közlönyben a Kormány 1535/2018. (X. 29.) Korm. határozata
a közigazgatás modernizációja érdekében szükséges intézkedésekről. A határozat végrehajtása már másnap megkezdődött; a tervezett létszámcsökkentés 2019. január 1-jétől a közszférában 2500 munkakör. A határozat kiemeli a következőket:

„A Kormány kiemelt célja a  hatékony állam, ezért évek óta több eszközzel is csökkenti a  bürokráciát. A  cél az, hogy kizárólag annyian dolgozzanak a központi közigazgatásban, mint amennyire feltétlenül szükség van, tehát kevesebb tisztviselő legyen, de magasabb bérért. Ennek részeként a Kormány egyetért azzal, hogy a minisztériumok és a miniszterek irányítása vagy felügyelete alá tartozó szervek 2019. január 1. napjától kizárólag a  feladataik ellátásához elengedhetetlenül szükséges létszámmal rendelkezzenek. A  tervezhető és hosszútávon fenntartható kormányzati létszámgazdálkodás kialakításával párhuzamosan megtörténik a béremelés előkészítése is.”

## Előzményei
Már a Gyurcsány-kormány felállított egy Államreform Bizottságot a közigazgatási reformelképzelések kidolgozására.
A harmadik Orbán-kormány 2014-ben létrehozta az Államreform Bizottságot és egyben megjelölte a Bizottság tevékenységének fő irányait.
A változások fő irányairól a Fidesz honlapja 2015. május 14-én "Jelentősen emelkedik a közigazgatásban dolgozók bére" címen számolt be. A cikk beszámol arról, hogy Lázár János kancelláriaminiszter kijelentése szerint 2016-ban 10 milliárd forinttal csökken az állami eljárások díjtétele, és 2016. július 1-től mintegy 35 ezer területi közigazgatásban dolgozó, nem vezető beosztású munkavállaló bére jelentősen emelkedik. A Kormány az egyik májusi ülésén egy 1107 pontból álló bürokráciacsökkentő csomagról is tárgyalt, amelyre a járási hivatalban dolgozók tettek javaslatot. A kormány elfogadta a jelentést; az 1107 pontból azonnal megvalósítanak 360 pontot, és Lázár János szerint elindul majd a többi bevezetése is. 
A Miniszterelnökséget vezető miniszter bejelentette, jelentős mértékben egyszerűsödnek az építési engedélyezési eljárások. Rövidülnek, egyszerűsödnek az építésügyi szakhatósági eljárások, az öregségi és az özvegyi, valamint a nők kedvezményes nyugdíj megállapítására vonatkozó eljárások, az árvaellátás megállapításával kapcsolatos eljárások, valamint a foglalkoztatást és munkanélküliséget segítő támogatási formákra vonatkozó eljárásrend – sorolta a politikus.
Lázár János bejelentette, a kormány döntött arról is, hogy 10 milliárd forinttal csökkenti 2016-ban az állami eljárások díjtételét, és 2016. július 1-től mintegy 35 ezer területi közigazgatásban dolgozó, nem vezető beosztású munkavállaló bérét jelentősen megemeli. A béremelés 25 milliárd forintot jelent majd a 2016-os költségvetésben – tette hozzá.
Végül beszámolt arról is, hogy a kormány döntött az e-kártya bevezetéséről is. Az e-kártya összevonja a személyi igazolványt, a lakcímkártyát, az adókártyát, a TB-kártyát és az útlevelet, kibővíthető közlekedési kedvezmények igénybevételével és akár diákigazolványként is funkcionálhat, valamint alkalmas lesz elektronikus ügyintézésre, elektronikus aláírásra is.
Az állami rezsicsökkentés kérdéskörében a megyei kormányhivatalok bevonásával 2015. év nyarán államilag szervezett konzultációt tartottak, amelynek során – állítólag – közel 400 ezer ember nyilvánított véleményt.

## A 2015-ös törvénycsomag célja
A törvény célja, hogy megteremtse a közigazgatási bürokrácia csökkentésének jogszabályi kereteit, különösen az, hogy a közigazgatási hatóságok által lefolytatott eljárásokra vonatkozó általános és különös szabályok módosításával az állampolgárok és a vállalkozások adminisztratív terhei csökkenjenek, az eljárások egyszerűbbek és gyorsabbak legyenek.
A közigazgatási bürokrácia csökkentésének a törvényben alkalmazott módszerei:
- az általános eljárási szabályok egyszerűsítése,
- az engedélyhez kötött tevékenységek körének csökkentése,
- az ügyintézési határidők csökkentése, valamint
- egyes hatósági ügyeket érintő jogszabály-módosítási javaslatok.[7]

## A 2015. évi CLXXXVI. törvénnyel módosított törvények listája
A törvénycsomag az alábbi törvények módosításáról rendelkezett:
1. A polgári perrendtartásról szóló 1952. évi III. törvény módosítása
2. A közúti közlekedésről szóló 1988. évi I. törvény módosítása
3. Az illetékekről szóló 1990. évi XCIII. törvény módosítása
4. A foglalkoztatás elősegítéséről és a munkanélküliek ellátásáról szóló 1991. évi IV. törvény módosítása
5. Az egészségügyi hatósági és igazgatási tevékenységről szóló 1991. évi XI. törvény módosítása
6. A mérésügyről szóló 1991. évi XLV. törvény módosítása
7. A polgárok személyi adatainak és lakcímének nyilvántartásáról szóló 1992. évi LXVI. törvény módosítása
8. A földrendező és a földkiadó bizottságokról szóló 1993. évi II. törvény módosítása
9. A szociális igazgatásról és szociális ellátásokról szóló 1993. évi III. törvény módosítása
10. A bányászatról szóló 1993. évi XLVIII. törvény módosítása
11. A lakások és helyiségek bérletére, valamint az elidegenítésükre vonatkozó egyes szabályokról szóló 1993. évi LXXVIII. törvény módosítása
12. A munkavédelemről szóló 1993. évi XCIII. törvény módosítása
13. Az állattenyésztésről szóló 1993. évi CXIV. törvény módosítása
14. A bírósági végrehajtásról szóló 1994. évi LIII. törvény módosítása
15. A környezet védelmének általános szabályairól szóló 1995. évi LIII. törvény módosítása
16. A vízgazdálkodásról szóló 1995. évi LVII. törvény módosítása
17. A légiközlekedésről szóló 1995. évi XCVII. törvény módosítása
18. A személyazonosító jel helyébe lépő azonosítási módokról és az azonosító kódok használatáról szóló 1996. évi XX. törvény módosítása
19. A területfejlesztésről és a területrendezésről szóló 1996. évi XXI. törvény módosítása
20. A tűz elleni védekezésről, a műszaki mentésről és a tűzoltóságról szóló 1996. évi XXXI. törvény módosítása
21. A természet védelméről szóló 1996. évi LIII. törvény módosítása
22. A munkaügyi ellenőrzésről szóló 1996. évi LXXV. törvény módosítása
23. Az atomenergiáról szóló 1996. évi CXVI. törvény módosítása
24. A gyermekek védelméről és a gyámügyi igazgatásról szóló 1997. évi XXXI. törvény módosítása
25. Az épített környezet alakításáról és védelméről szóló 1997. évi LXXVIII. törvény módosítása
26. A társadalombiztosítási nyugellátásról szóló 1997. évi LXXXI. törvény módosítása
27. A kötelező egészségbiztosítás ellátásairól szóló 1997. évi LXXXIII. törvény módosítása
28. A muzeális intézményekről, a nyilvános könyvtári ellátásról és a közművelődésről szóló 1997. évi CXL. törvény módosítása
29. Az ingatlan-nyilvántartásról szóló 1997. évi CXLI. törvény módosítása
30. Az egészségügyről szóló 1997. évi CLIV. törvény módosítása
31. A fogyasztóvédelemről szóló 1997. évi CLV. törvény módosítása
32. A fogyatékos személyek jogairól és esélyegyenlőségük biztosításáról szóló 1998. évi XXVI. törvény módosítása
33. Az állatok védelméről és kíméletéről szóló 1998. évi XXVIII. törvény módosítása
34. A családok támogatásáról szóló 1998. évi LXXXIV. törvény módosítása
35. A temetőkről és a temetkezésről szóló 1999. évi XLIII. törvény módosítása
36. A közúti közlekedési nyilvántartásról szóló 1999. évi LXXXIV. törvény módosítása
37. A víziközlekedésről szóló 2000. évi XLII. törvény módosítása
38. A Magyar Növényvédő Mérnöki és Növényorvosi Kamaráról szóló 2000. évi LXXXIV. törvény módosítása
39. A számvitelről szóló 2000. évi C. törvény módosítása
40. Az egészségügyi közvetítői eljárásról szóló 2000. évi CXVI. törvény módosítása
41. A közúti közlekedési előéleti pontrendszerről szóló 2000. évi CXXVIII. törvény módosítása
42. Az elektronikus aláírásról szóló 2001. évi XXXV. törvény módosítása
43. A kulturális örökség védelméről szóló 2001. évi LXIV. törvény módosítása
44. A külföldi bizonyítványok és oklevelek elismeréséről szóló 2001. évi C. törvény módosítása
45. A közvetítői tevékenységről szóló 2002. évi LV. törvény módosítása
46. Az Országos Területrendezési Tervről szóló 2003. évi XXVI. törvény módosítása
47. Az adózás rendjéről szóló 2003. évi XCII. törvény módosítása
48. Az elektronikus hírközlésről szóló 2003. évi C. törvény módosítása
49. A jövedéki adóról és a jövedéki termékek forgalmazásának különös szabályairól szóló 2003. évi CXXVII. törvény módosítása
50. A mozgóképről szóló 2004. évi II. törvény módosítása
51. A szőlőtermesztésről és a borgazdálkodásról szóló 2004. évi XVIII. törvény módosítása
52. A lőfegyverekről és lőszerekről szóló 2004. évi XXIV. törvény módosítása
53. A közigazgatási hatósági eljárás és szolgáltatás általános szabályairól szóló 2004. évi CXL. törvény módosítása
54. Az igazságügyi szakértői tevékenységről szóló 2005. évi XLVII. törvény módosítása
55. A közérdekű önkéntes tevékenységről szóló 2005. évi LXXXVIII. törvény módosítása
56. Az emberi alkalmazásra kerülő gyógyszerekről és egyéb, a gyógyszerpiacot szabályozó törvények módosításáról szóló 2005. évi XCV. törvény módosítása
57. A haditechnikai termékek gyártásának és a haditechnikai szolgáltatások nyújtásának engedélyezéséről szóló 2005. évi CIX. törvény módosítása
58. A személy- és vagyonvédelmi, valamint a magánnyomozói tevékenység szabályairól szóló 2005. évi CXXXIII. törvény módosítása
59. A kereskedelemről szóló 2005. évi CLXIV. törvény módosítása
60. A vasúti közlekedésről szóló 2005. évi CLXXXIII. törvény módosítása
61. A cégnyilvánosságról, a bírósági cégeljárásról és a végelszámolásról szóló 2006. évi V. törvény módosítása
62. A nemzetgazdasági szempontból kiemelt jelentőségű beruházások megvalósításának gyorsításáról és egyszerűsítéséről szóló 2006. évi LIII. törvény módosítása
63. Az egészségügyben működő szakmai kamarákról szóló 2006. évi XCVII. törvény módosítása
64. A biztonságos és gazdaságos gyógyszer- és gyógyászatisegédeszköz-ellátás, valamint a gyógyszerforgalmazás általános szabályairól szóló 2006. évi XCVIII. törvény módosítása
65. Az egészségügyi ellátórendszer fejlesztéséről szóló 2006. évi CXXXII. törvény módosítása
66. A szabad mozgás és tartózkodás jogával rendelkező személyek beutazásáról és tartózkodásáról szóló 2007. évi I. törvény módosítása
67. A harmadik országbeli állampolgárok beutazásáról és tartózkodásáról szóló 2007. évi II. törvény módosítása
68. A mezőgazdasági, agrár-vidékfejlesztési, valamint halászati támogatásokhoz és egyéb intézkedésekhez kapcsolódó eljárás egyes kérdéseiről szóló 2007. évi XVII. törvény módosítása
69. A Magyar Könyvvizsgálói Kamaráról, a könyvvizsgálói tevékenységről, valamint a könyvvizsgálói közfelügyeletről szóló 2007. évi LXXV. törvény módosítása
70. A menedékjogról szóló 2007. évi LXXX. törvény módosítása
71. A villamos energiáról szóló 2007. évi LXXXVI. törvény módosítása
72. A foglalkoztatói nyugdíjról és intézményeiről szóló 2007. évi CXVII. törvény módosítása
73. A kisajátításról szóló 2007. évi CXXIII. törvény módosítása
74. A termőföld védelméről szóló 2007. évi CXXIX. törvény módosítása
75. A földgázellátásról szóló 2008. évi XL. törvény módosítása
76. Az élelmiszerláncról és hatósági felügyeletéről szóló 2008. évi XLVI. törvény módosítása
77. Az erdőről, az erdő védelméről és az erdőgazdálkodásról szóló 2009. évi XXXVII. törvény módosítása
78. A bűnügyi nyilvántartási rendszerről, az Európai Unió tagállamainak bíróságai által magyar állampolgárokkal szemben hozott ítéletek nyilvántartásáról, valamint a bűnügyi és rendészeti biometrikus adatok nyilvántartásáról szóló 2009. évi XLVII. törvény módosítása
79. A szolgáltatási tevékenység megkezdésének és folytatásának általános szabályairól szóló 2009. évi LXXVI. törvény módosítása
80. A mezőgazdasági és élelmiszeripari termékek vonatkozásában a beszállítókkal szemben alkalmazott tisztességtelen forgalmazói magatartás tilalmáról szóló 2009. évi XCV. törvény módosítása
81. A megfelelőségértékelő szervezetek tevékenységéről szóló 2009. évi CXXXIII. törvény módosítása
82. Az anyakönyvi eljárásról szóló 2010. évi I. törvény módosítása
83. A hagyatéki eljárásról szóló 2010. évi XXXVIII. törvény módosítása
84. A fővárosi és megyei kormányhivatalokról, valamint a fővárosi és megyei kormányhivatalok kialakításával és a területi integrációval összefüggő törvénymódosításokról szóló 2010. évi CXXVI. törvény módosítása
85. Az információs önrendelkezési jogról és az információszabadságról szóló 2011. évi CXII. törvény módosítása
86. A honvédelemről és a Magyar Honvédségről, valamint a különleges jogrendben bevezethető intézkedésekről szóló 2011. évi CXIII. törvény módosítása
87. A katasztrófavédelemről és a hozzá kapcsolódó egyes törvények módosításáról szóló 2011. évi CXXVIII. törvény módosítása
88. A nemzeti köznevelésről szóló 2011. évi CXC. törvény módosítása
89. A megváltozott munkaképességű személyek ellátásairól és egyes törvények módosításáról szóló 2011. évi CXCI. törvény módosítása
90. Az államháztartásról szóló 2011. évi CXCV. törvény módosítása
91. A közszolgálati tisztviselőkről szóló 2011. évi CXCIX. törvény módosítása
92. A nemzeti felsőoktatásról szóló 2011. évi CCIV. törvény módosítása
93. A víziközmű-szolgáltatásról szóló 2011. évi CCIX. törvény módosítása
94. A termékek piacfelügyeletéről szóló 2012. évi LXXXVIII. törvény módosítása
95. Az egyes rendészeti feladatokat ellátó személyek tevékenységéről, valamint egyes törvényeknek az iskolakerülés elleni fellépést biztosító módosításáról szóló 2012. évi CXX. törvény módosítása
96. A Magyar Állatorvosi Kamaráról, valamint az állatorvosi szolgáltatói tevékenység végzéséről szóló 2012. évi CXXVII. törvény módosítása
97. A postai szolgáltatásokról szóló 2012. évi CLIX. törvény módosítása
98. A létfontosságú rendszerek és létesítmények azonosításáról, kijelöléséről és védelméről szóló 2012. évi CLXVI. törvény módosítása
99. A hulladékról szóló 2012. évi CLXXXV. törvény módosítása
100. Az állami és önkormányzati szervek elektronikus információbiztonságáról szóló 2013. évi L. törvény módosítása
101. A felnőttképzésről szóló 2013. évi LXXVII. törvény módosítása
102. A halgazdálkodásról és a hal védelméről szóló 2013. évi CII. törvény módosítása
103. A hulladékgazdálkodási közszolgáltatási tevékenység minősítéséről szóló 2013. évi CXXV. törvény módosítása
104. A mező- és erdőgazdasági földek forgalmáról szóló 2013. évi CXXII. törvénnyel összefüggő egyes rendelkezésekről és átmeneti szabályokról szóló 2013. évi CCXII. törvény módosítása
105. A fémkereskedelemről szóló 2013. évi CXL. törvény módosítása
106. A biztosítási tevékenységről szóló 2014. évi LXXXVIII. törvény módosítása
107. A vasútnak nem minősülő egyéb kötöttpályás közlekedésről szóló 2015. évi CII. törvény módosítása
108. A természetes személyek adósságrendezéséről szóló 2015. évi CV. törvény módosítása

## A 441/2015. (XII. 28.) Korm. rendelettel módosított kormányrendeletek listája
A közigazgatási bürokráciacsökkentéssel összefüggésben az alábbi kormányrendeletek módosításáról rendelkezett a Kormány 441/2015. (XII. 28.) Korm. rendelete:
1. A közúti közlekedésről szóló 1988. évi I. törvény végrehajtásáról szóló 30/1988. (IV. 21.) MT rendelet módosítása
2. A közúti közlekedési szolgáltatásokról és a közúti járművek üzemben tartásáról szóló 89/1988. (XII. 20.) MT rendelet módosítása
3. Az egyes bányászati dolgozók társadalombiztosítási kedvezményeiről szóló 23/1991. (II. 9.) Korm. rendelet módosítása
4. A tulajdonviszonyok rendezése érdekében, az állam által igazságtalanul okozott károk részleges kárpótlásáról szóló 1991. évi XXV. törvény végrehajtásáról szóló 104/1991. (VIII. 3.) Korm. rendelet módosítása
5. A közúti járművezetők utánképzéséről szóló 139/1991. (X. 29.) Korm. rendelet módosítása
6. A volt nyugati hadifoglyok hitelutalványaival kapcsolatos pénzkövetelésekről és nyugdíjuk kiegészítéséről szóló 51/1992. (III. 18.) Korm. rendelet
7. A polgárok személyi adatainak és lakcímének nyilvántartásáról szóló 1992. évi LXVI. törvény végrehajtásáról szóló 146/1993. (X. 26.) Korm. rendelet módosítása
8. A hadigondozásról szóló 1994. évi XLV. törvény végrehajtásáról szóló 113/1994. (VIII. 31.) Korm. rendelet módosítása
9. Az életvédelmi létesítmények egységes nyilvántartási és adatszolgáltatási rendjéről szóló 37/1995. (IV. 5.) Korm. rendelet hatályon kívül helyezése
10. A felszámolási eljárás és a végelszámolás környezet- és természetvédelmi követelményeiről szóló 106/1995. (IX. 8.) Korm. rendelet módosítása
11. A vízgazdálkodási hatósági jogkör gyakorlásáról szóló 72/1996. (V. 22.) Korm. rendelet módosítása
12. A biztonsági okmányok védelmének rendjéről szóló 86/1996. (VI. 14.) Korm. rendelet módosítása
13. Az utazásszervező és -közvetítő tevékenységről szóló 213/1996. (XII. 23.) Korm. rendelet módosítása
14. A természetvédelmi bírság kiszabásával kapcsolatos szabályokról szóló 33/1997. (II. 20.) Korm. rendelet módosítása
15. Az életüktől és szabadságuktól politikai okból jogtalanul megfosztottak kárpótlásáról szóló 1992. évi XXXII. törvényt módosító 1997. évi XXIX. törvény végrehajtásáról szóló 103/1997. (VI. 13.) Korm. rendelet
16. A gyámhatóságokról, valamint a gyermekvédelmi és gyámügyi eljárásról szóló 149/1997. (IX. 10.) Korm. rendelet módosítása
17. A társadalombiztosítási nyugellátásról szóló 1997. évi LXXXI. törvény végrehajtásáról szóló 168/1997. (X. 6.) Korm. rendelet módosítása
18. A társadalombiztosítás ellátásaira és a magánnyugdíjra jogosultakról, valamint e szolgáltatások fedezetéről szóló 1997. évi LXXX. törvény
19. A kötelező egészségbiztosítás ellátásairól szóló 1997. évi LXXXIII. törvény végrehajtásáról szóló 217/1997. (XII. 1.) Korm. rendelet módosítása
20. A gyámhatóságok, a területi gyermekvédelmi szolgálatok, a gyermekjóléti szolgálatok és a személyes gondoskodást nyújtó szervek és személyek által kezelt személyes adatokról szóló 235/1997. (XII. 17.) Korm. rendelet módosítása
21. A pedagógus-továbbképzésről, a pedagógus-szakvizsgáról, valamint a továbbképzésben részt vevők juttatásairól és kedvezményeiről szóló 277/1997. (XII. 22.) Korm. rendelet módosítása
22. A munkába járással összefüggő terhek csökkentését célzó támogatásokról, valamint a munkaerő-toborzás támogatásáról szóló 39/1998. (III. 4.) Korm. rendelet módosítása
23. A bányászatról szóló 1993. évi XLVIII. törvény végrehajtásáról szóló 203/1998. (XII. 19.) Korm. rendelet módosítása
24. A családok támogatásáról szóló 1998. évi LXXXIV. törvény végrehajtásáról szóló 223/1998. (XII. 30.) Korm. rendelet módosítása
25. A temetőkről és a temetkezésről szóló 1999. évi XLIII. törvény végrehajtásáról szóló 145/1999. (X. 1.) Korm. rendelet módosítása
26. A súlyos fogyatékosság minősítésének és felülvizsgálatának, valamint a fogyatékossági támogatás folyósításának szabályairól szóló 141/2000. (VIII. 9.) Korm. rendelet módosítása
27. Az úszólétesítmények lajstromozásáról szóló 198/2000. (XI. 29.) Korm. rendelet módosítása
28. A közúti közlekedési előéleti pontrendszerről szóló 2000. évi CXXVIII. törvény végrehajtásáról szóló 236/2000. (XII. 23.) Korm. rendelet módosítása
29. Az ivóvíz minőségi követelményeiről és az ellenőrzés rendjéről szóló 201/2001. (X. 25.) Korm. rendelet módosítása
30. A hulladékgazdálkodási bírság mértékéről, valamint kiszabásának és megállapításának módjáról szóló 271/2001. (XII. 21.) Korm. rendelet módosítása
31. A sajátos építményfajták körébe tartozó honvédelmi és katonai célú építményekre vonatkozó építésügyi hatósági engedélyezési eljárások szabályairól szóló 40/2002. (III. 21). Korm. rendelet módosításáról
32. A könyvviteli szolgáltatást végzők nyilvántartásba vételéről szóló 93/2002. (V. 5.) Korm. rendelet módosítása
33. Az Észak-Atlanti Szerződés Szervezete Biztonsági Beruházási Programja keretében kiírásra kerülő pályázatokon való részvételi jogosultság feltételeiről, a jogosultság megszerzésével kapcsolatos eljárás szabályairól és az eljáró szervezetről szóló 164/2002. (VIII. 2.) Korm. rendelet módosítása
34. A hajózási hatóságok feladat- és hatásköréről, valamint illetékességéről szóló 237/2002. (XI. 8.) Korm. rendelet módosítása
35. Az egészségügyi szolgáltatás gyakorlásának általános feltételeiről, valamint a működési engedélyezési eljárásról szóló 96/2003. (VII. 15.) Korm. rendelet módosítása
36. A nem üzleti célú közösségi, szabadidős szálláshely-szolgáltatásról szóló 173/2003. (X. 28.) Korm. rendelet módosítása
37. A mozgásában korlátozott személy parkolási igazolványáról szóló 218/2003. (XII. 11.) Korm. rendelet módosítása
38. A felszín alatti vizek védelméről szóló 219/2004. (VII. 21.) Korm. rendelet módosítása
39. A felszíni vizek minősége védelmének szabályairól szóló 220/2004. (VII. 21.) Korm. rendelet módosítása
40. A természet védelmét szolgáló egyes támogatásokra, valamint kártalanításra vonatkozó részletes szabályokról szóló 276/2004. (X. 8.) Korm. rendelet módosítása
41. A környezeti zaj értékeléséről és kezeléséről szóló 280/2004. (X. 20.) Korm. rendelet módosítása
42. A távhőszolgáltatásról szóló 2005. évi XVIII. törvény végrehajtásáról
43. A környezeti hatásvizsgálati és az egységes környezethasználati engedélyezési eljárásról szóló 314/2005. (XII. 25.) Korm. rendelet módosítása
44. A bányafelügyelet hatáskörébe tartozó egyes nyomástartó berendezések hatósági felügyeletéről szóló 23/2006. (II. 3.) Korm. rendelet módosítása
45. A pénzbeli és természetbeni szociális ellátások igénylésének és megállapításának, valamint folyósításának részletes szabályairól szóló 63/2006. (III.27.) Korm. rendelet módosítása
46. A veszélyes katonai objektumokkal kapcsolatos hatósági eljárás rendjéről szóló 95/2006. (IV. 18.) Korm. rendelet módosítása
47. A szociális foglalkoztatás engedélyezéséről és a szociális foglalkoztatási támogatásról szóló 112/2006. (V. 12.) Korm. rendelet módosítása
48. A jogosult állatorvos hatásköréről és a működésével kapcsolatos részletes szabályokról szóló 113/2006. (V. 12.) Korm. rendelet módosítása
49. A felszámolók névjegyzékéről szóló 114/2006. (V. 12.) Korm. rendelet módosítása
50. Az építésügyi bírság megállapításának részletes szabályairól szóló 245/2006. (XII. 5.) Korm. rendelet módosítása
51. A Nemzeti Közlekedési Hatóságról szóló 263/2006. (XII. 20.) Korm. rendelet módosítása
52. A Magyar Bányászati és Földtani Hivatalról szóló 267/2006. (XII. 20.) Korm. rendelet módosítása
53. Az állatvédelmi hatóság kijelöléséről szóló 334/2006. (XII. 23.) Korm. rendelet módosítása
54. A védett állatfajok védelmére, tartására, hasznosítására és bemutatására vonatkozó részletes szabályokról szóló 348/2006. (XII. 23.) Korm. rendelet módosítása
55. A természetben okozott károsodás mértékének megállapításáról, valamint a kármentesítés szabályairól szóló 91/2007. (IV. 26.) Korm. rendelet módosítása
56. A szabad mozgás és tartózkodás jogával rendelkező személyek beutazásáról és tartózkodásáról szóló 2007. évi I. törvény végrehajtásáról szóló 113/2007. (V. 24.) Korm. rendelet módosítása
57. A harmadik országbeli állampolgárok beutazásáról és tartózkodásáról szóló 2007. évi II. törvény végrehajtásáról 114/2007. (V. 24.) Korm. rendelet módosítása
58. A környezeti zaj és rezgés elleni védelem egyes szabályairól szóló 284/2007. (X. 29.) Korm. rendelet módosítása
59. A földhasználati nyilvántartás részletes szabályairól szóló 356/2007. (XII. 23.) Korm. rendelet módosítása
60. A villamosenergia-ipari építésügyi hatósági engedélyezési eljárásokról
61. A közigazgatási bírsággal sújtandó közlekedési szabályszegések köréről, az e tevékenységekre vonatkozó rendelkezések megsértése esetén kiszabható bírságok összegéről, felhasználásnak rendjéről és az ellenőrzésben történő közreműködés feltételeiről szóló 410/2007. (XII. 29.) Korm. rendelet módosítása
62. A közpénzekből nyújtott támogatások átláthatóságáról szóló 2007. évi CLXXXI. törvény végrehajtásáról szóló 67/2008. (III. 29.) Korm. rendelet módosítása
63. A fogyatékos személyek alapvizsgálatáról, a rehabilitációs alkalmassági vizsgálatról, továbbá a szociális intézményekben ellátott személyek állapotának felülvizsgálatáról szóló 92/2008. (IV. 23.) Korm. rendelet
64. Az idegennyelv-tudást igazoló államilag elismert nyelvvizsgáztatásról és a külföldön kiállított, idegennyelv-tudást igazoló nyelvvizsga-bizonyítványok Magyarországon történő honosításáról szóló 137/2008. (V. 16.) Korm. rendelet módosítása
65. A kisajátítási terv elkészítéséről, felülvizsgálatáról, záradékolásáról, valamint a kisajátítással kapcsolatos értékkülönbözet megfizetésének egyes kérdéseiről szóló 178/2008. (VII. 3.) Korm. rendelet módosítása
66. Az egészségügyi ellátórendszer fejlesztéséről szóló 2006. évi CXXXII. törvény végrehajtásáról szóló 337/2008. (XII. 30.) Korm. rendelet módosítása
67. A fás szárú növények védelméről szóló 346/2008. (XII. 30.) Korm. rendelet módosítása
68. Az építési beruházások megvalósításához szükséges eljárások integrált intézésének részletes szabályairól és a közreműködő hatóságok kijelöléséről szóló 194/2009. (IX. 15.) Korm. rendelet módosítása
69. A kereskedelmi tevékenységek végzésének feltételeiről szóló 210/2009. (IX. 29.) Korm. rendelet módosítása
70. Az emberen végzett orvostudományi kutatások, az emberi felhasználásra kerülő vizsgálati készítmények klinikai vizsgálata, valamint az emberen történő alkalmazásra szolgáló, klinikai vizsgálatra szánt orvostechnikai eszközök klinikai vizsgálata engedélyezési eljárásának szabályairól szóló 235/2009. (X. 20.) Korm. rendelet módosítása
71. A szálláshely-szolgáltatási tevékenység folytatásának részletes feltételeiről és a szálláshely-üzemeltetési engedély kiadásának rendjéről szóló 239/2009. (X. 20.) Korm. rendelet módosítása
72. A kiemelt térségi és megyei területrendezési tervek, valamint a településrendezési tervek készítése során az országos, a kiemelt térségi és a megyei övezetek területi érintettségével kapcsolatosan állásfoglalásra kötelezett államigazgatási szervek köréről és az eljárás részletes szabályairól szóló 282/2009. (XII. 11.) Korm. rendelet módosítása
73. Az előzetes eredetiségvizsgálati eljárás részletes szabályairól szóló 301/2009. (XII. 22.) Korm. rendelet módosítása
74. A típusvizsgáló engedélyezésének részletes eljárási szabályairól és a típusvizsgálóval kötendő hatósági szerződés tartalmáról szóló 303/2009. (XII. 22.) Korm. rendelet módosítása
75. A megfelelőségértékelő szervezetek kijelöléséről, valamint a kijelölt szervezetek tevékenységének részletes szabályairól szóló 315/2009. (XII. 28.) Korm. rendelet módosítása
76. A szakmai vizsga megszervezésére vonatkozó engedély kiadásának és a vizsgaszervezési tevékenység ellenőrzésének részletes szabályairól szóló 111/2010. (IV. 9.) Korm. rendelet módosítása
77. A villamos energiával összefüggő egyes kérdésekről szóló 2008. évi LXX. törvény alapján visszafizetendő állami támogatások kiszámításáról és az erőművi átállási költségekről szóló 149/2010. (IV. 29.) Korm. rendelet módosítása
78. A repülőtér létesítésének, fejlesztésének és megszüntetésének, valamint a leszállóhely létesítésének és megszüntetésének szabályairól szóló 159/2010. (V. 6.) Korm. rendelet módosítása
79. Az integrált ügyintézési és tájékoztatási pont kialakításáról, működtetéséről, valamint a működtető és az érintett szervek együttműködésének rendjéről szóló 160/2010. (V. 6.) Korm. rendelet módosítása
80. A polgári légiközlekedés védelmének szabályairól és a Légiközlekedés Védelmi Bizottság jogköréről, feladatairól és működésének rendjéről szóló 169/2010. (V. 11.) Korm. rendelet módosítása
81. Az egészségügyi technológiák egészségbiztosítási finanszírozásba történő befogadásának alapelveiről, feltételrendszeréről és részletes szabályairól, valamint a már befogadott technológiák körének felülvizsgálatáról és módosításáról szóló 180/2010. (V. 13.) Korm. rendelet módosítása
82. Az egészségbiztosítási szervekről szóló 319/2010. (XII. 27.) Korm. rendelet módosítása
83. A Magyar Kereskedelmi Engedélyezési Hivatalról és a területi mérésügyi és műszaki biztonsági hatóságokról szóló 320/2010. (XII. 27.) Korm. rendelet módosítása
84. A zenés, táncos rendezvények működésének biztonságosabbá tételéről szóló 23/2011. (III. 8.) Korm. rendelet módosítása
85. A súlyos mozgáskorlátozott személyek közlekedési kedvezményeiről szóló 102/2011. (VI. 29.) Korm. rendelet módosítása
86. Az ásványi nyersanyag és a geotermikus energia természetes előfordulási területének komplex érzékenységi és terhelhetőségi vizsgálatáról szóló 103/2011. (VI. 29.) Korm. rendelet módosítása
87. A közúti járművezetők és a közúti közlekedési szakemberek képzésének és vizsgáztatásának általános szabályairól szóló 179/2011. (IX. 2) Korm. rendelet módosítása
88. A nemesfém tárgyak vizsgálatáról, hitelesítéséről és nemesfémtartalmuk tanúsításáról, valamint a hitelesítés és tanúsítás egyenértékűségéről szóló 187/2011. (IX. 14.) Korm. rendelet módosítása
89. A katasztrófavédelmi bírság részletes szabályairól, a katasztrófavédelmi hozzájárulás befizetéséről és visszatérítéséről szóló 208/2011. (X. 12.) Korm. rendelet módosítása
90. A veszélyes anyagokkal kapcsolatos súlyos balesetek elleni védekezésről szóló 219/2011. (X. 20.) Korm. rendelet módosítása
91. A díj ellenében végzett közúti árutovábbítási, a saját számlás áruszállítási, valamint az autóbusszal díj ellenében végzett személyszállítási és a saját számlás személyszállítási tevékenységről, továbbá az ezekkel összefüggő jogszabályok módosításáról szóló 261/2011. (XII. 7.) Korm. rendelet módosítása
92. A honvédelemről és a Magyar Honvédségről, valamint a különleges jogrendben bevezethető intézkedésekről szóló 2011. évi CXIII. törvény egyes rendelkezéseinek végrehajtásáról szóló 290/2011. (XII. 22.) Korm. rendelet módosítása
93. Az ipari parkokról szóló 297/2011. (XII. 22.) Korm. rendelet módosítása
94. A közúti közlekedési igazgatási feladatokról, a közúti közlekedési okmányok kiadásáról és visszavonásáról szóló 326/2011. (XII. 28.) Korm. rendelet módosítása
95. A megváltozott munkaképességű személyek ellátásaival kapcsolatos eljárási szabályokról szóló 327/2011. (XII. 29.) Korm. rendelet módosítása
96. Az oktatási igazolványokról szóló 362/2011. (XII. 30.) Korm. rendelet módosítása
97. A költségvetési szervek belső kontrollrendszeréről és belső ellenőrzéséről szóló 370/2011. (XII. 31.) Korm. rendelet módosítása
98. A felsőoktatási minőségértékelés és -fejlesztés egyes kérdéseiről szóló 19/2012. (II. 22.) Korm. rendelet módosítása
99. A Nemzeti Élelmiszerlánc-biztonsági Hivatalról szóló 22/2012. (II. 29.) Korm. rendelet módosítása
100. A bányafelügyelet hatáskörébe tartozó egyes sajátos építményekre vonatkozó építésügyi hatósági eljárások szabályairól szóló 53/2012. (III. 28.) Korm. rendelet módosítása
101. A kábítószerekkel és pszichotróp anyagokkal, valamint az új pszichoaktív anyagokkal végezhető tevékenységekről, valamint ezen anyagok jegyzékre vételéről és jegyzékeinek módosításáról szóló 66/2012. (IV. 2.) Korm. rendelet módosítása
102. A szabályozott elektronikus ügyintézési szolgáltatásokról és az állam által kötelezően nyújtandó szolgáltatásokról szóló 83/2012. (IV. 21.) Korm. rendelet módosítása
103. A szén-dioxid geológiai tárolásáról szóló 145/2012. (VII. 3.) Korm.
104. Az Európai Unió tisztviselőinek és más alkalmazottainak nyugdíjbiztosítási átutalásáról és visszautalásáról szóló törvény végrehajtásáról szóló 219/2012. (VIII. 13.) Korm. rendelet módosítása
105. A nemzeti köznevelésről szóló törvény végrehajtásáról szóló 229/2012. (VIII. 28.) Korm. rendelet módosítása
106. A közszolgálati tisztviselők továbbképzéséről szóló 273/2012. (IX. 28.) Korm. rendelet módosítása
107. Az építésügyi és építésfelügyeleti hatósági eljárásokról és ellenőrzésekről, valamint az építésügyi hatósági szolgáltatásról szóló 312/2012. (XI. 8.) Korm. rendelet módosítása
108. A megváltozott munkaképességű munkavállalókat foglalkoztató munkáltatók akkreditációjáról, valamint a megváltozott munkaképességű munkavállalók foglalkoztatásához nyújtható költségvetési támogatásokról szóló 327/2012. (XI. 16.) Korm. rendelet módosítása
109. Az egyes közlekedésfejlesztési projektekkel összefüggő közigazgatási hatósági ügyek nemzetgazdasági szempontból kiemelt jelentőségű üggyé nyilvánításáról és az eljáró hatóságok kijelöléséről szóló 345/2012. (XII. 6.) Korm. rendelet módosítása
110. Az egészséges ivóvíz biztosításához szükséges egyes beruházásokkal összefüggő közigazgatási hatósági ügyek kiemelt jelentőségű üggyé nyilvánításáról és az eljáró hatóságok kijelöléséről szóló 380/2012. (XII. 19.) Korm. rendelet módosítása
111. A hulladékgazdálkodási tevékenységek nyilvántartásba vételéről, valamint hatósági engedélyezéséről szóló 439/2012. (XII. 29.) Korm. rendelet módosítása
112. Az állatkísérletekről szóló 40/2013. (II. 14.) Korm. rendelet módosítása
113. A közfeladatot ellátó szerveknél alkalmazható iratkezelési szoftverek megfelelőségét tanúsító szervezetek kijelölésének részletes szabályairól szóló 43/2013. (II. 19.) Korm. rendelet módosítása
114. A telepengedély, illetve a telep létesítésének bejelentése alapján gyakorolható egyes termelő és egyes szolgáltató tevékenységekről, valamint a telepengedélyezés rendjéről és a bejelentés szabályairól szóló 57/2013. (II. 27.) Korm. rendelet módosítása
115. A víziközmű-szolgáltatásról szóló 2011. évi CCIX. törvény egyes rendelkezéseinek végrehajtásáról szóló 58/2013. (II. 27.) Korm. rendelet módosítása
116. A létfontosságú rendszerek és létesítmények azonosításáról, kijelöléséről és védelméről szóló 2012. évi CLXVI. törvény végrehajtásáról szóló 65/2013. (III. 8.) Korm. rendelet módosítása
117. A lófélék egyedeinek azonosításáról szóló 110/2013. (IV. 9.) Korm. rendelet módosítása
118. Az Oktatási Hivatalról szóló 121/2013. (IV. 26.) Korm. rendelet módosítása
119. Az építésügyi és az építésüggyel összefüggő szakmagyakorlási tevékenységekről szóló 266/2013. (VII. 11.) Korm. rendelet módosítása
120. Az egyházi elismerésről és az egyházi jogi személyek jogállásának és működésének sajátos szabályairól szóló 295/2013. (VII. 29.) Korm. rendelet módosítása
121. A külföldön történő gyógykezelések részletes szabályairól szóló 340/2013. (IX. 25.) Korm. rendelet módosítása
122. A villamosenergia-termelők részére az üvegházhatású gázok közösségi kereskedelmi rendszerében és az erőfeszítés-megosztási határozat végrehajtásában történő részvételről szóló 2012. évi CCXVII. törvény alapján történő derogációs kiosztás végrehajtási szabályairól szóló 341/2013. (IX. 25.) Korm. rendelet módosítása
123. A halottvizsgálatról és a halottakkal kapcsolatos eljárásról szóló 351/2013. (X. 4.) Korm. rendelet módosítása
124. Az energetikai létfontosságú rendszerek és létesítmények azonosításáról, kijelöléséről és védelméről szóló 360/2013. (X. 11.) Korm. rendelet módosítása
125. A szociális, gyermekjóléti és gyermekvédelmi szolgáltatók, intézmények és hálózatok hatósági nyilvántartásáról és ellenőrzéséről szóló 369/2013. (X.
126. A temetőkről és a temetkezésről szóló 1999. évi XLIII. törvény végrehajtásáról szóló 145/1999. (X. 1.) Korm. rendelet, valamint az egészségügyi szolgáltatások Egészségbiztosítási Alapból történő finanszírozásának részletes szabályairól szóló 43/1999. (III. 3.) Korm. rendelet módosításáról szóló 379/2013. (X. 25.) Korm. rendelet módosítása
127. A Szigetszentmiklósi Járási Hivatal és egyéb állami szervek elhelyezésével összefüggő közigazgatási hatósági ügyek kiemelt jelentőségű üggyé nyilvánításáról és az eljáró hatóságok kijelöléséről szóló 380/2013. (X. 25.) Korm. rendelet módosítása
128. A felnőttképzési tevékenység folytatásához szükséges engedélyezési eljárásra és követelményrendszerre, a felnőttképzést folytató intézmények nyilvántartásának vezetésére, valamint a felnőttképzést folytató intézmények ellenőrzésére vonatkozó részletes szabályokról szóló 393/2013. (XI. 12.) Korm. rendelet módosítása
129. A régészeti örökséggel és a műemléki értékkel kapcsolatos szakértői tevékenységről szóló 439/2013. (XI. 20.) Korm. rendelet módosítása
130. A fémkereskedelmi tevékenységről szóló 443/2013. (XI. 27.) Korm. rendelet módosítása
131. A harmadik országbeli állampolgárok magyarországi foglalkoztatásának nem összevont kérelmezési eljárás alapján történő engedélyezéséről, az engedélyezési kötelezettség alóli mentességről, a fővárosi és megyei kormányhivatal munkaügyi központjának az összevont kérelmezési eljárásban való szakhatósági közreműködéséről, valamint a Magyarországon engedélymentesen foglalkoztatható harmadik országbeli állampolgárok magyarországi foglalkoztatásának bejelentéséről, és a munkabér megtérítéséről szóló 445/213. (XI. 28.) Korm. rendelet módosítása
132. Az egyházi és nem állami fenntartású szociális, gyermekjóléti és gyermekvédelmi szolgáltatók, intézmények és hálózatok állami támogatásáról szóló 489/2013. (XII. 18.) Korm. rendelet módosítása
133. A Karcagi Járási Hivatal elhelyezéséül szolgáló ingatlan átalakításával és felújításával összefüggő közigazgatási hatósági ügyek kiemelt jelentőségű üggyé nyilvánításáról és az eljáró hatóságok kijelöléséről szóló 506/2013. (XII. 29.) Korm. rendelet módosítása
134. A kormányablakokról szóló 515/2013. (XII. 30.) Korm. rendelet módosítása
135. Az egyes sajátos ipari építményekre vonatkozó építésügyi hatósági eljárások szabályairól szóló 31/2014. (II. 12.) Korm. rendelet módosítása
136. A felvonókról, mozgólépcsőkről és mozgójárdákról szóló 146/2014. (V......
137. A fejlesztési adókedvezményről szóló 165/2014. (VII. 17.) Korm. rendelet módosítása
138. A vízügyi igazgatási és a vízügyi, valamint a vízvédelmi hatósági feladatokat ellátó szervek kijelöléséről szóló 223/2014. (IX. 4.) Korm. rendelet módosítása
139. A külföldiek mező- és erdőgazdasági hasznosítású földnek nem minősülő ingatlanokat érintő tulajdonszerzéséről szóló 251/2014. (X. 2.) Korm. rendelet módosítása
140. A veszélyes áru légi szállításával kapcsolatos katasztrófavédelmi hatósági ellenőrzésről és a bírság kivetésének szabályairól szóló 313/2014. (XII. 12.) Korm. rendelet módosítása
141. A Nemzeti Szakképzési és Felnőttképzési Hivatalról szóló 319/2014......
142. A földhivatalok, valamint a Földmérési és Távérzékelési Intézet feladatairól, illetékességi területéről, továbbá egyes földhivatali eljárások részletes szabályairól szóló 373/2014. (XII. 31.) Korm. rendelet módosítása
143. A Digitális Nemzet Fejlesztési Program végrehajtásához kapcsolódó széles sávú hálózatfejlesztési beruházások megvalósításával összefüggő közigazgatási hatósági ügyek nemzetgazdasági szempontból kiemelt jelentőségű üggyé nyilvánításáról és az eljáró hatóságok kijelöléséről szóló 392/2014. (XII. 31.) Korm. rendelet módosítása
144. Az Egészségügyi Nyilvántartási és Képzési Központról szóló 29/2015. (II. 25.) Korm. rendelet módosítása
145. A régészeti örökség és a műemléki érték védelmével kapcsolatos szabályokról szóló 39/2015. (III. 11.) Korm. rendelet módosítása
146. A fővárosi és megyei kormányhivatalokról, valamint a járási (fővárosi kerületi) hivatalokról szóló 66/2015. (III. 30.) Korm. rendelet módosítása
147. A megyei kormányhivatalok mezőgazdasági feladatainak meghatározásáról szóló 68/2015. (III. 30.) Korm. rendelet módosítása
148. A környezetvédelmi és természetvédelmi hatósági és igazgatási feladatokat ellátó szervek kijelöléséről szóló 71/2015. (III. 30.) Korm. rendelet módosítása
149. A Nemzeti Rehabilitációs és Szociális Hivatalról szóló 74/2015. (III. 30.) Korm. rendelet módosítása
150. A nemzeti felsőoktatásról szóló 2011. évi CCIV. törvény egyes rendelkezéseinek végrehajtásáról szóló 87/2015. (IV. 9.) Korm. rendelet módosítása
151. Az energiahatékonyságról szóló törvény végrehajtásáról szóló 122/2015. (V. 26.) Korm. rendelet módosítása
152. Az állami és önkormányzati nyilvántartások együttműködésének általános szabályairól szóló 2013. évi CCXX. törvény végrehajtásáról szóló 142/2015. (VI. 12.) Korm. rendelet módosítása
153. A TISZA-TK PROJEKT Kft. Tiszapüspökiben megvalósuló beruházásával összefüggő közigazgatási hatósági ügyek nemzetgazdasági szempontból kiemelt jelentőségű üggyé nyilvánításáról szóló 179/2015. (VII. 7.) Korm. rendelet módosítása
154. Az elektronikus információs rendszerek biztonsági felügyeletét ellátó hatóságok, valamint az információbiztonsági felügyelő feladat- és hatásköréről, továbbá a zárt célú elektronikus információs rendszerek meghatározásáról szóló 187/2015. (VII. 13.) Korm. rendelet módosítása
155. A Paksi Atomerőmű kapacitásának fenntartására irányuló és az azzal kapcsolatos beruházásokkal összefüggő közigazgatási hatósági ügyek nemzetgazdasági szempontból kiemelt jelentőségű üggyé nyilvánításáról szóló 208/2015. (VII. 23.) Korm. rendelet módosítása
156. A veszélyes hulladékkal kapcsolatos egyes tevékenységek részletes szabályairól szóló 225/2015. (VIII. 7.) Korm. rendelet módosítása
157. A költségvetési szervek villamosenergia költségének csökkentése érdekében napelemes erőmű létrehozására irányuló beruházással összefüggő közigazgatási hatósági ügyek nemzetgazdasági szempontból kiemelt jelentőségű üggyé nyilvánításáról szóló 265/2015. (IX. 14.) Korm. rendelet
158. Az új budapesti konferencia-központ megvalósításával összefüggő közigazgatási hatósági ügyek nemzetgazdasági szempontból kiemelt jelentőségű üggyé nyilvánításáról szóló 267/2015. (IX. 14.) Korm. rendelet módosítása

## Egyszerűsödnek a közigazgatásban intézhető ügyek
2016. január 1-jén lép hatályba az a közigazgatási bürokráciacsökkentéssel összefüggő törvénymódosító csomag, amely eredményeképpen egyszerűbb, gyorsabb és hatékonyabb közigazgatási rendszer alakul ki. Ezzel egyidejűleg több hatósági eljárás díja csökken, egyes eljárások ingyenessé válnak.
Az elfogadott törvénycsomag több törvényt is módosít, a gyakorlati tapasztalatok alapján egyszerűsítve a közigazgatási ügyeket. A közigazgatási bürokráciacsökkentés jegyében felülvizsgálatra kerültek az általános eljárási szabályok, amely minden közigazgatási ügyre kiterjedő egyszerűsítést eredményez. Az ügyintézési határidők nagy része is csökken. Egyes engedélyezési eljárások esetében a korábban engedélyhez kötött tevékenységeket a jövőben már bejelentést követően is lehet folytatni. Ezek az intézkedések meghatározott ügyekben a hatósági eljárásokat idő- és költségtakarékosabbá teszik.

## 2016. január 1-jétől ingyenes
A 2016. január 1-jén hatályba lépő módosítások eredményeképpen ingyenes:
- a személyazonosító igazolvány és személyi azonosítót és lakcímet igazoló hatósági igazolvány (vagyis lakcímkártya) kiállítása, pótlása;
- a családi állapot-változással összefüggő névváltozás miatt indult hatósági eljárások;
- az eltulajdonított okmányok pótlása;
- a gyermekek útlevelének kedvezményes kiállítása;
- a gépjárművezetői engedély kiállítása (első alkalommal);
- a mozgásában korlátozott személy parkolási igazolványának pótlása;
- a hatósági erkölcsi bizonyítvány (évente négy alkalommal);
- a tulajdonjog, és haszonélvezeti jog ingatlan-nyilvántartásba történő bejegyzése (örökléssel összefüggésben, hagyatékátadó végzés alapján);
- az oktatási igazolvány (diákigazolvány, pedagógusigazolvány, oktatói igazolvány);
- a felsőoktatási képzésre jelentkezés,
- a jelnyelvi tolmács névjegyzékbevétele;
- lakóépület bontási, építési, és használatbavételi engedélyezési eljárása (a 160 m2-nél kisebb hasznos alapterületű ingatlan esetén);
- az adóhatósági igazolás; cégiratok kiállítása, és cégnyilvántartásban szereplő elektronikus okiratok megküldése;
- a cégek éves számviteli beszámolójának közzététele;
- üzlet működési engedélye iránti eljárás;
- a vállalkozói igazolvány kiállítása, pótlása;
- a népi iparművészeti igazolvánnyal kapcsolatos eljárások;
- a mezőgazdasági és erdészeti gépkezelői jogosítvány kiállításával kapcsolatos eljárás.

## Jogutód nélkül megszűnő vagy más intézménybe beolvadóháttérintézmények
A bürokráciacsökkentés személyzeti következményeképpen egyes elképzelések szerint számos háttérintézmény jogutód nélkül meg fog szűnni vagy más intézménybe fog beolvadni. A sajtó 2016. január 21-én Lázár János kancelláriaminiszterre hivatkozva az alábbi listát közölte:

### Jogutód nélkül megszűnhet
Magyar Nyelvstratégiai Intézet

Felsőbbfokú tanulmányok Intézete

BM Nemzetközi Oktatási Központ

Közszolgálati Személyzetfejlesztési Főigazgatóság

Országos Közegészségügyi Központ

Egészségügyi Nyilvántartási és Képzési Központ

Magyar Nemzeti Digitális Archívum és Filmintézet

Oktatáskutató és Fejlesztő Intézet

Nemzeti Művelődési Intézet

Design Terminál Nemzeti Kreatívipari Központ

Herman Ottó Intézet

Külügyi és Külgazdasági Intézet

Nemzeti Információs Infrastruktúra Fejlesztési Intézet

### Az illetékes minisztérium lesz a jogutód
Nemzeti Kommunikációs Hivatal

Igazságügyi Hivatal

Igazságügyi Szakértői és Kutató Intézetek

Forster Gyula Nemzeti Örökséggazdálkodási és Szolgáltatási Központ

Eszterháza Kulturális, Kutató- és Fesztiválközpont

Közigazgatási és Igazságügyi Hivatal

Bevándorlási és Állampolgársági Hivatal

Országos Vízügyi Főigazgatóság

Közigazgatási és Elektronikus Közszolgáltatások Központi Hivatala

Országos Epidemiológiai Központ

Országos Gyógyszerészeti és Élelmezés-egészségügyi Intézet

Emberi Erőforrás Támogatáskezelő

Türr István Képző és Kutató Intézet

Nemzeti Család- és Szociálpolitikai Intézet

Nemzeti Rehabilitációs és Szociális Hivatal

Oktatási Hivatal

Országos Betegjogi, Ellátottjogi, Gyermekjogi és Dokumentációs Központ

Nemzeti Egészségfejlesztési Intézet

Országos Egészségbiztosítási Pénztár

Országos Nyugdíjbiztosítási Főigazgatóság

Országos Tisztifőorvosi Hivatal

Egészségügyi Készletgazdálkodási Intézet

Hagyományok Háza

Nemzeti Kulturális Alap Igazgatósága

Agrárgazdasági Kutató Intézet

Nemzeti Agrárkutatási és Innovációs Központ

Haszonállat-Génmegőrzési Központ

Növényi Diverzitás Központ

Földmérési és Távérzékelési Intézet

Nemzeti Élelmiszerlánc-biztonsági Hivatal

Országos Környezetvédelmi és Természetvédelmi Főfelügyelőség

Országos Meteorológiai Szolgálat

HM Védelmi Hivatal

HM Nemzeti Rendezvényszervező Hivatal

HM Hatósági Hivatal

HM Védelemgazdasági Hivatal

HM Társadalmi Kapcsolatok Hivatala

Balassi Intézet

Nemzeti Befektetési Ügynökség

Magyar Kereskedelmi Engedélyezési Hivatal

Nemzeti Szakképzési és Felnőttképzési Hivatal

Nemzeti Akkreditáló Hatóság

Közlekedésbiztonsági Szervezet

Nemzeti Közlekedési Hatóság

Magyar Földtani és Geofizikai Intézet

Magyar Bányászati és Földtani Hivatal

Kormányzati Informatikai Fejlesztési Ügynökség

Nemzeti Fogyasztóvédelmi Hatóság

Nemzeti Sportközpontok

### AVeritas Intézetlesz a jogutód
Nemzeti Örökség Intézete

Rendszerváltás Történetét Kutató Intézet és Archívum

Nemzetstratégiai Kutatóintézet

### Valamennyi tárca jogutód lesz
Közbeszerzési és Ellátási Főigazgatóság

### Az MNV Zrt lesz a jogutód
Közlekedésfejlesztési Koordinációs Központ

### Az Állami Egészségügyi Ellátó Központ lesz a jogutód
Országos Vérellátó Szolgálat

### A Kormányzati Ellenőrzési Hivatal a jogutód
Európai Támogatásokat Auditáló Főigazgatóság
2017. január 1-től, jogutóddal szűnhet meg a Mezőgazdasági és Vidékfejlesztési Hivatal.

## A 2017. január 1-jével hatályba lépő főbb változások
A Kormány 2016. december 2-án adta ki a 378/2016. (XII. 2.) Korm. rendeletet egyes központi hivatalok és költségvetési szervi formában működő minisztériumi háttérintézmények felülvizsgálatával összefüggő jogutódlásáról, valamint egyes közfeladatok átvételéről.
Jogutóddal megszűnik 2017. január 1-jével
- Forster Gyula Nemzeti Örökségvédelmi és Vagyongazdálkodási Központ

## A 2017. április 1-jével hatályba lépő főbb változások
2017. április elsejével további négy minisztériumi háttérintézmény, az Országos Tisztifőorvosi Hivatal, a Nemzeti Egészségfejlesztési Intézet, az Országos Közegészségügyi Központ, valamint az Országos Epidemiológiai Központ szűnik meg – közölte a Miniszterelnökség a Magyar Hírlappal. Ezek az intézmények jogutódlással szűnnek meg; feladataik járási hivatalokhoz vagy kormányhivatalokhoz kerülnek.